# NGC 5023
NGC 5023 és una galàxia espiral localitzada a la constel·lació dels Llebers. Es considera un membre del Grup M51, encara que en realitat és relativament aïllada d'altres galàxies. Té uns 15 kiloparsecs (49.000 anys llum) d'ample i conté més de 200 estels d'una magnitud aparent de més de 23,5.